# Tseottine
Tseottine (Ttsé-pottiné, Ttsé-ottiné; Petitot) /people of the bark canoes/, pleme Tlingchadinne Indijanaca duž južne obale Velikog medvjeđeg jezera u kanadskom teritoriju Mackenzie. Hodge sumnja da bi mogli biti i klan, a plemenski totem bio im je pas. Petitot (1891) ih drži za jednu od četiri skupine Dogriba. 

## Vanjske poveznice
- Thlingchadinne Indian Tribe History